# Saison 4 du Caméléon
Chronologie
Saison 3 Téléfilms
Cet article présente le guide de la quatrième saison de la série télévisée Le Caméléon.

## Liste des épisodes

### Épisode 1:Le Monde change
- États-Unis : 25 septembre 1999 sur NBC
- France : 
  - 27 juin 2000 sur Série Club
  - 9 septembre 2000 sur M6

- Richard Marcus (M. Raines)
- Paul Dillon (Angelo)
- Tobin Bell (M. White)
- Harve Presnell (M. Parker)
- James Denton (M. Lyle)
- Albie Selznick (Agent Tympson)
- Tim Lounibos (Miles Carlson)

### Épisode 2:Survivre
- États-Unis : 2 octobre 1999 sur NBC
- France : 
  - 4 juillet 2000 sur Série Club
  - 16 septembre 2000 sur M6

- Ryan Merriman (Jarod enfant)
- Michael Dorn (Col. Lee Dance)
- James Denton (M. Lyle)
- Kathy Evison (Lt. Molly Kimbrall)
- Blake Gibbons (Cpt. Sanders)
- James Black (Sgt. Reed)

### Épisode 3:Le Vol de l'ange
- États-Unis : 30 octobre 1999 sur NBC
- France : 
  - 4 juillet 2000 sur Série Club
  - 23 septembre 2000 sur M6

- Lenny von Dohlen (M. Cox)
- James Denton (M. Lyle)
- Sam Ayers (Sam)
- James McDonnell (Frank Bracken)
- Patrick Dancy (Hawk)
- Kay E. Kuter (M. Kleinman)
- Ryan Bollman (Kessler)

### Épisode 4:Comportement étrange
- États-Unis : 6 novembre 1999 sur NBC
- France : 
  - 11 juillet 2000 sur Série Club
  - 30 septembre 2000 sur M6

- James Denton (M. Lyle)
- Lois Nettleton (Gloria)
- Clare Carey (Dr Melissa Blass)
- Silas Weir Mitchell (Luke)
- Randy J. Goodwin (Dr Alan Covney)
- Ted W. Henning (Dr Paul Arnett)

### Épisode 5:La Folle Équipée
- États-Unis : 13 novembre 1999 sur NBC
- France : 
  - 11 juillet 2000 sur Série Club
  - 7 octobre 2000 sur M6

- Lisa Cerasoli (Zoey)
- Anthony Guidera (Vince)

### Épisode 6:Frissons
- États-Unis : 4 décembre 1999 sur NBC
- France : 
  - 18 juillet 2000 sur Série Club
  - 14 octobre 2000 sur M6

- James Denton (M. Lyle)
- Howard Hesseman (Landlord)
- Ian Paul Cassidy (Zed)
- Heidi Lenhart (Shea/Carrie)

### Épisode 7:Alibi
Pour les articles homonymes, voir Alibi (homonymie).
- États-Unis : 11 décembre 1999 sur NBC
- France : 
  - 18 juillet 2000 sur Série Club
  - 21 octobre 2000 sur M6

- Lindsey Evenson (Violet)
- Françoise Robertson (Anne Sulvane)
- Richard Doyle (Dr Wolverton)
- Michael Phenicie (Dr Bennett)
- Lenny Von Dohlen (M. Cox)
- Jonathan Brown (Boy)
- E.J. Callahan (Fisherman)
- David Sawyer (Sheriff)

### Épisode 8:Le Négociateur
- États-Unis : 8 janvier 2000 sur NBC
- France : 
  - 25 juillet 2000 sur Série Club
  - 28 octobre 2000 sur M6

- Basil Wallace (Sheriff Bowen)
- Drew Pillsbury (Dr Stephen Franklin)
- Michael Hagerty (Billy Larsen)
- Dana Ashbrook (Cam Larsen)
- Cali Timmins (Rebecca Simons)
- Tommy Aquino (Cody Larsen)
- Lindsay Beamish (Sarah Larsen)
- Larry Dorf (Député Carmichael)
- Natasha Dorfhuber (Kerry Larsen)
- Nikki Tyler-Flynn (Cindy Perkins)

### Épisode 9:Confrontations
- États-Unis : 15 janvier 2000 sur NBC
- France : 
  - 25 juillet 2000 sur Série Club
  - 4 novembre 2000 sur M6

- Lenny von Dohlen (M. Cox)
- Harve Presnell (M. Parker)
- Pamela Gidley (Brigitte)
- James Denton (M. Lyle)
- Jason Brooks (Thomas Gates)

### Épisode 10:Simulations
- États-Unis : 5 février 2000 sur NBC
- France : 
  - 1er août 2000 sur Série Club
  - 11 novembre 2000 sur M6

- Rex Linn (Agent Ellis Talbot)
- Max Martini (Todd Baxter)
- Paul Satterfield (Agent Ted Halder)
- Jeffrey Meek (Agent Gerald Linden)
- Lauren Vélez (Emily Sadler)
- Jamie Luner (Special Agent Rachel Burke)
- Robert Davi (Special Agent Bailey Malone)
- Tera Hendrickson (Claudia)

### Épisode 11:Intrigues à Las Vegas
- États-Unis : 12 février 2000 sur NBC
- France : 
  - 1er août 2000 sur Série Club
  - 18 novembre 2000 sur M6

- Leland Orser (Argyle, dit L'Écossais)
- Kenneth Mars (Le Père d'Argyle)
- Bob Koherr (Député Wyatt)
- Brian Turk (Député Mike)
- Rena Riffel (Mona Jeffries)
- Lenny Citrano (Nick)
- Jon Polito (Constantin Falzone)
- Wayne Newton (Lui-Même)

### Épisode 12:Lignes de vie
- États-Unis : 19 février 2000 sur NBC
- France : 
  - 8 août 2000 sur Série Club
  - 25 novembre 2000 sur M6

- Laura Cayouette (Jenna McGann)
- Marco Sanchez (Agent Dennis Alonzo)
- Dan Ferro (Guiseppe)
- Peter Onorati (Roland Pritchard)
- Joe Basile (Sam Morgan)
- Samantha Flate (Thea Tomkins)
- Robert Sutton (Kenneth McGann)
- Karissa Thoma (Cassie McGann)

### Épisode 13:Les Fantômes du passé
- États-Unis : 26 février 2000 sur NBC
- France : 
  - 8 août 2000 sur Série Club
  - 2 décembre 2000 sur M6

- Eric Bruskotter (Donny)
- Steve Fitchpatrick (James)
- Casey Sander (Luke)
- Michael Potter (Sheriff)

### Épisode 14:Que la Lumière soit
- États-Unis : 11 mars 2000 sur NBC
- France : 
  - 15 août 2000 sur Série Club
  - 9 décembre 2000 sur M6

- Tzi Ma (Colonel Chen Thon)
- Dieutinh (Kim Chay)
- Clyde Kusatsu (Li Ho)
- Margot Rose (Agent Berger)

### Épisode 15:État de manque
- États-Unis : 25 mars 2000 sur NBC
- France : 
  - 15 août 2000 sur Série Club
  - 16 décembre 2000 sur M6

- Carrie Hamilton (Jill Arnold)
- Geoffrey Blake (Dr Jason Earl)
- Rebecca Chambers (Hillary Strick)

### Épisode 16:Projet Mirage
- États-Unis : 22 avril 2000 sur NBC
- France : 
  - 22 août 2000 sur Série Club
  - 13 janvier 2001 sur M6

- Michael Welch (Eric Gantry)
- Barbara Tyson (Robin Gantry)
- Tracey Needham (Rachel Daly)
- Judith Hoag (Gail Reese)
- Sal Landi (Reggie Esposito)
- Mary Gillis (Mme Warner)
- Barbara Babcock (Edna Raines)

### Épisode 17:Décomposition
- États-Unis : 29 avril 2000 sur NBC
- France : 
  - 22 août 2000 sur Série Club
  - 20 janvier 2001 sur M6

- Melinda Clarke (Mlle Eve)
- Michael Wiseman (M. Cain)
- Kevin Weisman (M. Abel)
- Don Harvey (M. Job)
- Thom Barry (Leonard)
- Barbara Babcock (Edna Raines)
- Frankie Jay Allison (Officer Argus)

### Épisode 18:Secrets d'outre-tombe
- États-Unis : 6 mai 2000 sur NBC
- France : 
  - 29 août 2000 sur Série Club
  - 27 janvier 2001 sur M6

- Dean Norris (Sheriff Whalen)
- Katie Mitchell (Nancy Wright)
- Erika Christensen (Leigh Wright)
- John Furey (Ted Wright)
- Jeff Wolfe (Deputy Adams)

### Épisode 19:Instinct naturel, première partie
- États-Unis : 13 mai 2000 sur NBC
- France : 
  - 29 août 2000 sur Série Club
  - 3 février 2001 sur M6

- Lisa Cerasoli (Zoey)
- Lenny von Dohlen (M. Cox)
- Jay Acovone (Detective Stan Brookins)
- Marisa Parker (Emily)
- Michael Wyle (Jed Sidel)
- Joel Swetow (le propriétaire)
- Phina Oruche (la doctoresse)
- Tyler Christopher (Ethan)
- George Lazenby (Major Charles)

### Épisode 20:Instinct naturel, deuxième partie
- États-Unis : 13 mai 2000 sur NBC
- France : 
  - 29 août 2000 sur Série Club
  - 10 février 2001 sur M6

- Lisa Cerasoli (Zoey)
- Lenny von Dohlen (M. Cox)
- Jay Acovone (Detective Stan Brookins)
- Marisa Parker (Emily)
- Michael Wyle (Jed Sidel)
- Tyler Christopher (Ethan)
- George Lazenby (Major Charles)